# Rewolucja krawców
Rewolucja krawców we Wrocławiu − strajk czeladników krawieckich przeciw represjom wymierzonym w członków cechu krawców, a następnie masowe powstanie przeciwko władzom miejskim, 24-30 kwietnia 1793 roku. Stłumione przez wojsko przy użyciu broni.